# María Diogo
María Ayelén Diogo (* 11. Dezember 1991) ist eine argentinische Leichtathletin, die sich auf den Sprint spezialisiert hat.

## Sportliche Laufbahn
Erste Erfahrungen bei internationalen Meisterschaften sammelte María Diogo im Jahr 2009, als sie bei den Juniorensüdamerikameisterschaften in São Paulo in 59,30 den sechsten Platz und gewann in 3:52,55 min die Bronzemedaille mit der argentinischen 4-mal-400-Meter-Staffel. Im Jahr darauf belegte sie bei den U23-Südamerikameisterschaften, die im Zuge der Südamerikaspiele in Medellín stattfanden, in 56,11 s den vierten Platz über 400 Meter und gewann in 46,76 s die Bronzemedaille in der 4-mal-100-Meter-Staffel hinter den Teams aus Brasilien und Kolumbien und in der 4-mal-400-Meter-Staffel gewann sie in 3:51,74 min ebenfalls die Bronzemedaille hinter Kolumbien und Brasilien. 2011 belegte sie bei den Südamerikameisterschaften in Buenos Aires in 56,52 s den siebten Platz über 400 Meter und belegte in 47,63 s bzw. 3:52,52 min jeweils den vierten Platz in den Staffelbewerben. Im Jahr darauf wurde sie bei den U23-Südamerikameisterschaften in São Paulo in 55,85 s Sechste im Einzelbewerb und gewann in der 4-mal-400-Meter-Staffel in 3:58,86 min die Bronzemedaille hinter Brasilien und Chile.
2015 belegte sie bei den Südamerikameisterschaften in Lima in 3:41,04 min den vierten Platz in der 4-mal-400-Meter-Staffel und 2017 schied sie bei den Südamerikameisterschaften in Luque mit 56,57 s im Vorlauf über 400 Meter aus und belegte mit der 4-mal-100-Meter-Staffel in 46,14 s den fünften Platz, während sie in der 4-mal-400-Meter-Staffel nach 3:40,56 min auf Rang vier einlief. 2018 nahm sie an den Südamerikaspielen in Cochabamba teil und klassierte sich dort mit 55,07 s auf dem sechsten Platz über 400 Meter und gewann in 3:35,96 min gemeinsam mit Valeria Barón, Noelia Martínez und Fiorella Chiappe die Bronzemedaille hinter den Teams aus Kolumbien und Chile und stellte damit einen neuen Landesrekord auf. Anschließend wurde sie bei den Ibero-Amerikanischen Meisterschaften in Trujillo in 55,13 s Achte im Einzelbewerb und gewann in 3:36,99 min die Silbermedaille in der 4-mal-400-Meter-Staffel hinter Portugal. Im Jahr darauf schied sie bei den Südamerikameisterschaften in Lima mit 55,49 s in der Vorrunde über 400 Meter aus und gewann in 3:36,76 min gemeinsam mit Fiorella Chiappe, Valeria Barón und Noelia Martínez die Bronzemedaille hinter Kolumbien und Brasilien. Anschließend erreichte sie bei den Panamerikanischen Spielen ebendort nach 3:41,39 min Rang acht. 2021 schied sie bei den Südamerikameisterschaften in Guayaquil mit 56,25 s in der ersten Runde über 400 Meter aus und belegte in 3:44,69 min den fünften Platz in der 4-mal-400-Meter-Staffel. Zudem gewann sie in der erstmals ausgetragenen Mixed-Staffel in 3:23,77 min gemeinsam mit Leandro Paris, Elián Larregina und Noelia Martínez die Silbermedaille hinter Kolumbien.
In den Jahren von 2010 bis 2013 sowie 2016 wurde Diogo argentinische Meisterin im 400-Meter-Lauf sowie 2011 auch über 200 Meter.

## Persönliche Bestzeiten
- 200 Meter: 24,47 s (+1,0 m/s), 10. Mai 2015 in Medellín
- 400 Meter: 54,26 s, 23. März 2018 in Concepción del Uruguay